# Boston Celtics 1988-1989
La stagione 1988-89 dei Boston Celtics fu la 43ª nella NBA per la franchigia.
I Boston Celtics arrivarono terzi nella Atlantic Division della Eastern Conference con un record di 42-40. Nei play-off persero al primo turno con i Detroit Pistons (3-0).

## Roster
| N° | Naz.                   | Ruolo | Sportivo       | Anno | Alt. | Peso |
| -- | ---------------------- | ----- | -------------- | ---- | ---- | ---- |
| 00 | Stati Uniti (bandiera) | C     | Robert Parish  | 1953 | 213  | 104  |
| 3  | Stati Uniti (bandiera) | G     | Dennis Johnson | 1954 | 193  | 84   |
| 4  | Stati Uniti (bandiera) | GA    | Jim Paxson     | 1957 | 198  | 91   |
| 7  | Stati Uniti (bandiera) | G     | Kelvin Upshaw  | 1963 | 188  | 82   |
| 12 | Stati Uniti (bandiera) | G     | Otis Birdsong  | 1955 | 191  | 86   |
| 20 | Stati Uniti (bandiera) | G     | Brian Shaw     | 1966 | 198  | 86   |
| 31 | Stati Uniti (bandiera) | A     | Ron Grandison  | 1964 | 198  | 98   |
| 32 | Stati Uniti (bandiera) | AC    | Kevin McHale   | 1957 | 208  | 95   |
| 33 | Stati Uniti (bandiera) | A     | Larry Bird     | 1956 | 206  | 100  |
| 34 | Stati Uniti (bandiera) | GA    | Kevin Gamble   | 1965 | 196  | 95   |
| 35 | Stati Uniti (bandiera) | GA    | Reggie Lewis   | 1965 | 201  | 88   |
| 42 | Stati Uniti (bandiera) | AC    | Mark Acres     | 1962 | 211  | 100  |
| 44 | Stati Uniti (bandiera) | GA    | Danny Ainge    | 1959 | 193  | 79   |
| 45 | Porto Rico (bandiera)  | AC    | Ramón Rivas    | 1966 | 208  | 118  |
| 53 | Stati Uniti (bandiera) | C     | Joe Kleine     | 1962 | 211  | 116  |
| 54 | Stati Uniti (bandiera) | AC    | Brad Lohaus    | 1964 | 211  | 104  |
| 54 | Stati Uniti (bandiera) | A     | Ed Pinckney    | 1963 | 206  | 88   |

## Staff tecnico
- Allenatore: Jimmy Rodgers
- Vice-allenatori: Chris Ford, Lanny Van Eman
- Preparatore atletico: Ed Lacerte